# Sur la route (álbum)
Sur la route es el cuarto álbum de la cantante francesa Zaz, siendo además el primero que graba en directo. El álbum fue publicado el 30 de octubre de 2015, y contiene una canción inédita: Si jamais j'oublie.
El concierto grabado fue retransmitido en salas de cine el 15 de octubre de 2015.